# 真如羊肉馆
真如羊肉馆是中華人民共和國上海市普陀區真如鎮真如寺南側的一個羊肉館，前身是清朝同治年間江蘇省嘉定縣真如鎮北石村人王阿桂開設的王阿桂羊肉館，該羊肉館販賣白切羊肉，白切羊肉是當時當地人對製成的白嫩羊肉的叫法。1958年，王阿桂羊肉館與真如鎮的其他羊肉館餘慶祥等六家羊肉館合併為真如羊肉館。三年困难时期，羊肉館的原料羊肉無法供應，羊肉館停止營業。1970年代後期羊肉館恢復營業。2004年以後，真如鎮多家菜館經營白切羊肉，真如羊肉馆業績有所下滑。